# Baros (Malé-Atoll)

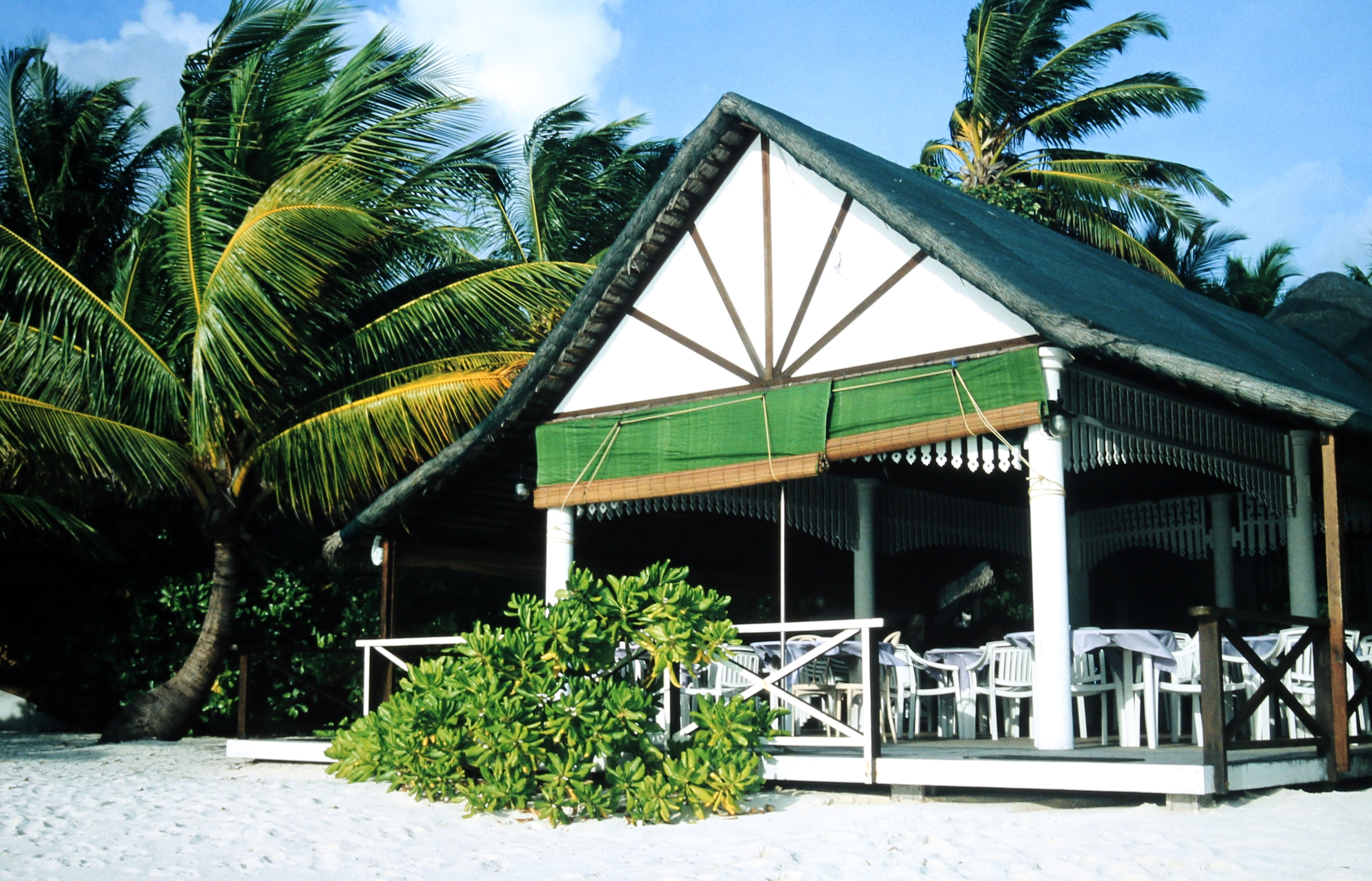
Strand auf Baros

Baros ist eine Insel der Malediven. Sie liegt im Nord-Malé-Atoll, ca. 25 Kilometer von der Hauptstadt (Hauptinsel) Malé entfernt.
Auf der kleinen Insel, die man binnen 10 Minuten zu Fuß umrunden kann, befindet sich lediglich das Baros Maldives mit 75 Suiten.